# NGC 2538
NGC 2538 è una galassia a spirale barrata situata nella costellazione del Cane Minore, a una distanza di circa 205 milioni di anni luce dalla nostra Via Lattea.

## Scoperta
La galassia è stata scoperta il 2 febbraio 1877 dall'astronomo francese Édouard Stephan.

## Descrizione
NGC 2538 ha una classe di luminosità I e presenta una larga riga a 21 cm dell'idrogeno neutro.